# Alexander Escobar Balbontín
Alexander Nicolás Escobar Balbontín (Copiapó, Chile, 12 de junio de 2001) es un futbolista chileno. Se desempeña como volante y actualmente milita en Deportes Copiapó de la Primera División de Chile.

## Trayectoria

### Deportes Antofagasta
Formado en las inferiores de Deportes Antofagasta.
Hizo su debut oficial como profesional el día 17 de julio de 2016, en un encuentro válido por Copa Chile 2016 ante Cobreloa ingresando en los 75 minutos transcurridos, en el cual el elenco antofagastino empató 1-1 en Estadio Regional Calvo y Bascuñán.

### Deportes Copiapó
En 2019 se fue a préstamo a Deportes Copiapó.

## Estadísticas
| Club                         | Div.          | Temporada     | Liga  | Liga  | Copas nacionales | Copas nacionales | Torneos internacionales | Torneos internacionales | Total | Total |
| Club                         | Div.          | Temporada     | Part. | Goles | Part.            | Goles            | Part.                   | Goles                   | Part. | Goles |
| ---------------------------- | ------------- | ------------- | ----- | ----- | ---------------- | ---------------- | ----------------------- | ----------------------- | ----- | ----- |
| Deportes Antofagasta · Chile | 2.ª           | 2015-16       | —     | —     | 1                | 0                | —                       | —                       | 1     | 0     |
| Deportes Antofagasta · Chile | 2.ª           | 2016-17       | —     | —     | —                | —                | —                       | —                       | 0     | 0     |
| Deportes Antofagasta · Chile | 2.ª           | 2017          | —     | —     | —                | —                | —                       | —                       | 0     | 0     |
| Deportes Antofagasta · Chile | 2.ª           | 2018          | —     | —     | —                | —                | —                       | —                       | 0     | 0     |
| Deportes Antofagasta · Chile | Total club    | Total club    | 0     | 0     | 1                | 0                | 0                       | 0                       | 1     | 0     |
| Deportes Copiapó · Chile     | 2.ª           | 2019          | 1     | 0     | —                | —                | —                       | —                       | 1     | 0     |
| Deportes Copiapó · Chile     | 2.ª           | 2020          | —     | —     | —                | —                | —                       | —                       | 0     | 0     |
| Deportes Copiapó · Chile     | 2.ª           | 2021          | —     | —     | —                | —                | —                       | —                       | 0     | 0     |
| Deportes Copiapó · Chile     | 2.ª           | 2022          | —     | —     | —                | —                | —                       | —                       | 0     | 0     |
| Deportes Copiapó · Chile     | Total club    | Total club    | 1     | 0     | 0                | 0                | 0                       | 0                       | 1     | 0     |
| Total carrera                | Total carrera | Total carrera | 1     | 0     | 1                | 0                | 0                       | 0                       | 2     | 0     |
| 1. 2.                        |               |               |       |       |                  |                  |                         |                         |       |       |